# Bordados artesanales bolivianos

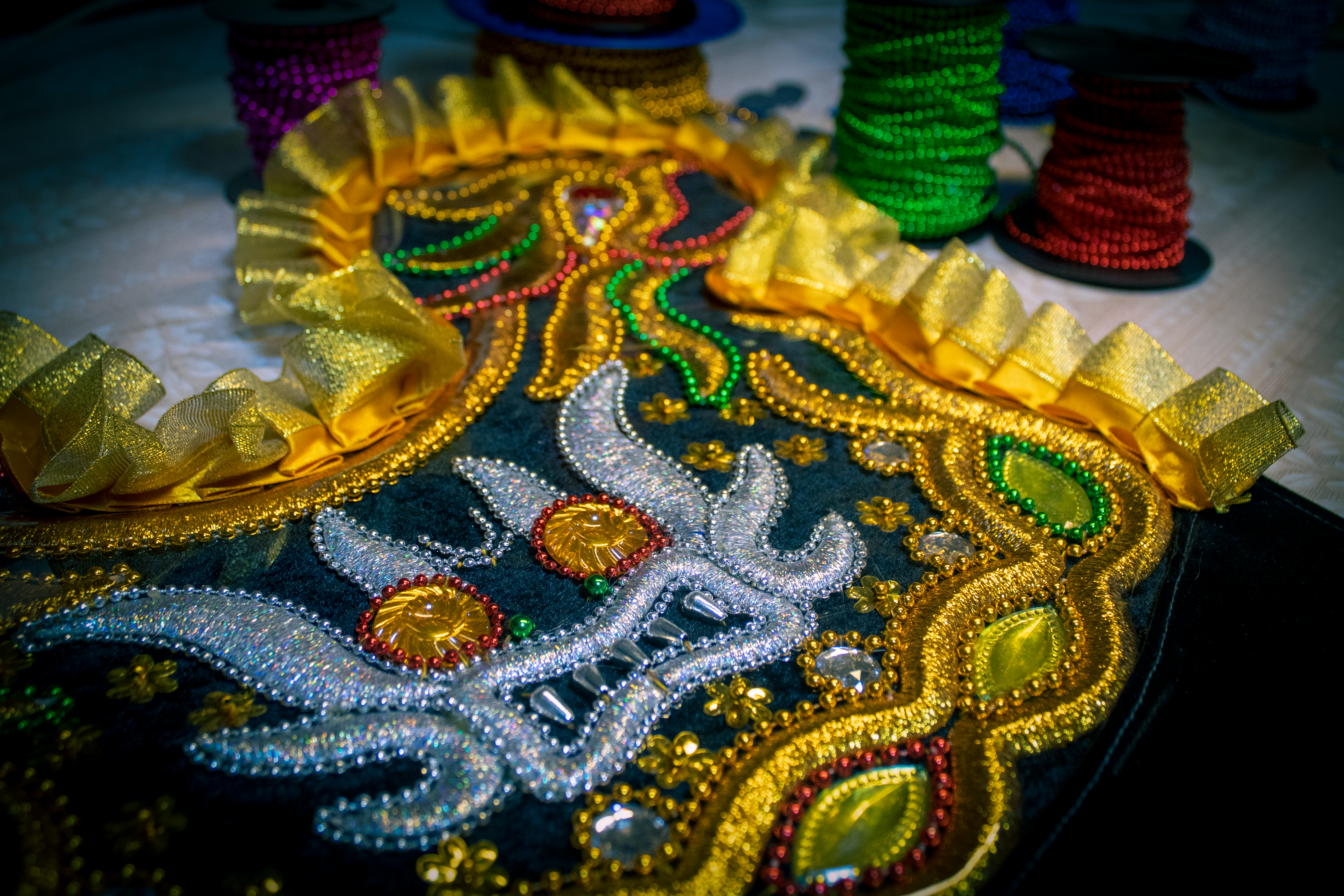
Detalle del bordado de un traje de Diablada

Los bordados artesanales bolivianos son una manifestación artística de gran importancia en la cultura y la economía de Bolivia. Como parte integral de la artesanía boliviana, estos bordados destacan por su meticulosa elaboración, riqueza en simbolismo y relevancia tanto en festividades folklóricas como en la vida cotidiana. Su impacto en la industria textil artesanal es significativo, y su valor cultural y social es inestimable.

## Carácter histórico y evolución
El arte del bordado en Bolivia tiene sus raíces en las culturas precolombinas, donde las civilizaciones andinas ya practicaban complejas técnicas textiles. Con la llegada de los españoles, se produjo una fusión de estilos que incorporó nuevos materiales y motivos, dando lugar a una tradición que ha perdurado y evolucionado hasta el día de hoy. Este legado histórico es evidente en la diversidad de técnicas y estilos que se encuentran en las distintas regiones del país. Actualmente existen dos tipos de bordados: los bordados eclesiásticos y los bordados de trajes festivos.

## Producción y función en festividades

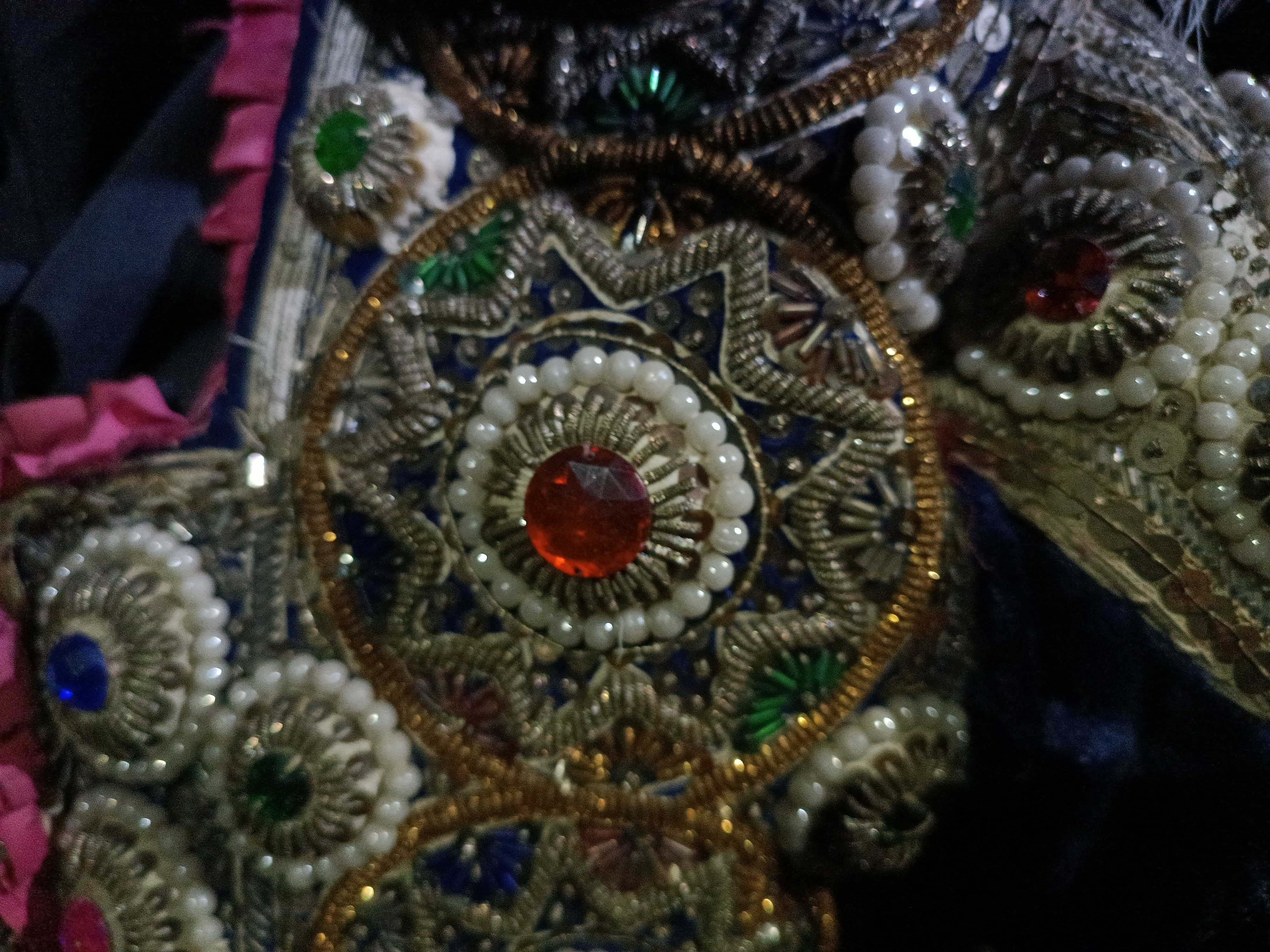
Bordado con hilos de plata de un traje de Jacha Tata Danzanti

La creación de trajes bordados se lleva a cabo en talleres especializados, donde se diseñan, producen y refaccionan las prendas utilizando técnicas tradicionales. El proceso de creación de bordados artesanales en Bolivia se realiza en talleres familiares, donde las técnicas tradicionales se transmiten de generación en generación. La industria se centra en la producción de trajes para diversas festividades, con un aumento en la demanda antes de eventos destacados como el Carnaval de Oruro, el Carnaval Cruceño, la Fiesta del Gran Poder en La Paz, la Entrada de La Virgen de Guadalupe en Sucre o la Fiesta de Ch'utillos. Además de estos eventos principales, los bordados también adornan estandartes para desfiles y celebraciones institucionales.
En estos talleres especializados, los artesanos no solo confeccionan trajes nuevos, sino que también los preparan para eventos específicos. Un aspecto clave del negocio es el flete, que consiste en alquilar trajes para eventos como grandes entradas folklóricas y corsos estudiantiles. Este sistema permite a los participantes acceder a trajes elaborados sin necesidad de comprarlos, lo que contribuye a la sostenibilidad de la tradición.

## Impacto en la industria
La industria del bordado artesanal en Bolivia es una fuente importante de ingresos para muchas comunidades, y juega un papel crucial en la economía cultural del país. La demanda de trajes bordados para eventos folklóricos mantiene viva la tradición y asegura la continuidad de las técnicas artesanales. Además, los bordados bolivianos han ganado reconocimiento internacional, lo que ha abierto nuevas oportunidades de mercado tanto dentro como fuera del país. 

## Técnicas, materiales y herramientas
El bordado artesanal boliviano se caracteriza por una rica variedad de técnicas que reflejan la creatividad y habilidad de los artesanos. Algunas de las técnicas más destacadas incluyen:
- Aplicación de perlas: Utilizada para resaltar los contornos y detalles específicos en los trajes, proporcionando un acabado elegante y decorativo.
- Aplicación de piedras: Esta técnica se emplea para añadir realce y brillo a los bordados. Se utilizan piedras como las checoslovacas y de vidrio catedral, así como pedrería de fantasía, para dar un toque de lujo a las piezas.
- Aplicación de lentejuelas y canutillos: Las lentejuelas metálicas o plásticas y los canutillos se aplican para decorar los bordes de las ramas, flores y otros diseños, añadiendo textura y brillo.
- Plumillado: Técnica que usa finas lanas e hilos de salón para crear efectos de matizado, a menudo inspirados en la aplicación de plumas en objetos festivos.
- Encolado: Procedimiento que se realiza al finalizar el bordado, aplicando un engrudo en la parte posterior de la pieza para asegurar su firmeza y evitar arrugas.
- Forrado y plasticado: Técnicas aplicadas para proteger y dar un acabado final a las piezas, prolongando su durabilidad y preservando su calidad.
- Aplicación de cintas y encajes: Se incorporan cintas y encajes como elementos decorativos, complementando los bordados y añadiendo una variedad de texturas.

Los materiales y herramientas empleados en los bordados artesanales bolivianos son clave para la calidad y detalle de las piezas. Entre los materiales más importantes se encuentran el saquillo, diversas telas sintéticas, cartón para moldear las figuras, y una variedad de hilos como el hilo de algodón, hilo encadenado metálico, lanas de colores, y hilos de salón. Las piedras checoslovacas, piedras de catedral, pedrería de fantasía, y perlas son esenciales para añadir detalles brillantes y sofisticados.
En cuanto a las herramientas, el bastidor es fundamental para tensar el saquillo y asegurar un bordado firme y plano. Otras herramientas clave incluyen las aguja, el desarmador para trabajos delicados, la carreta y la rueca para manejar los hilos, el dedal para proteger los dedos, y las tijeras para cortar con precisión.

## Galería
Proceso de bordado de un traje de Diablada:

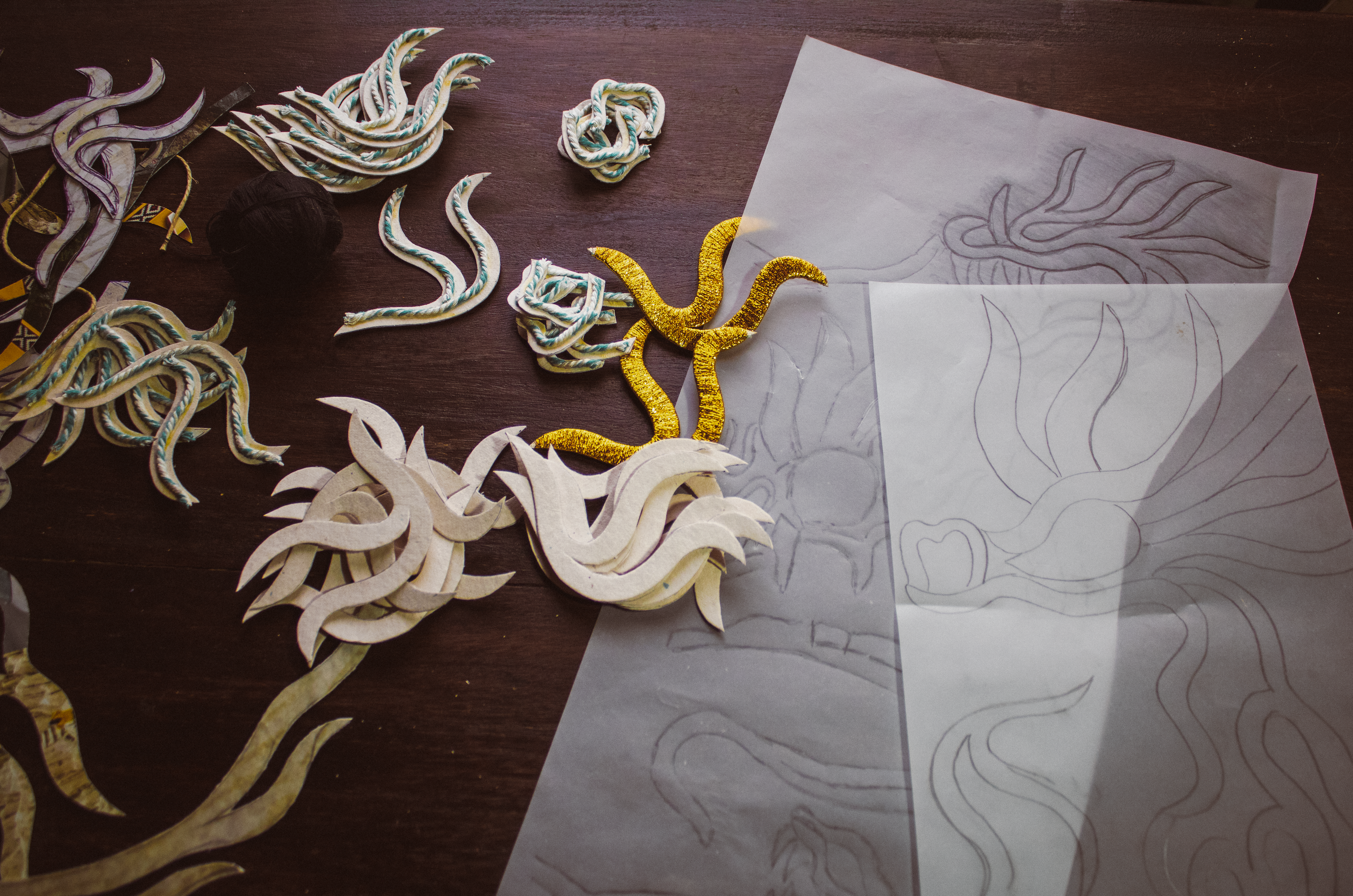
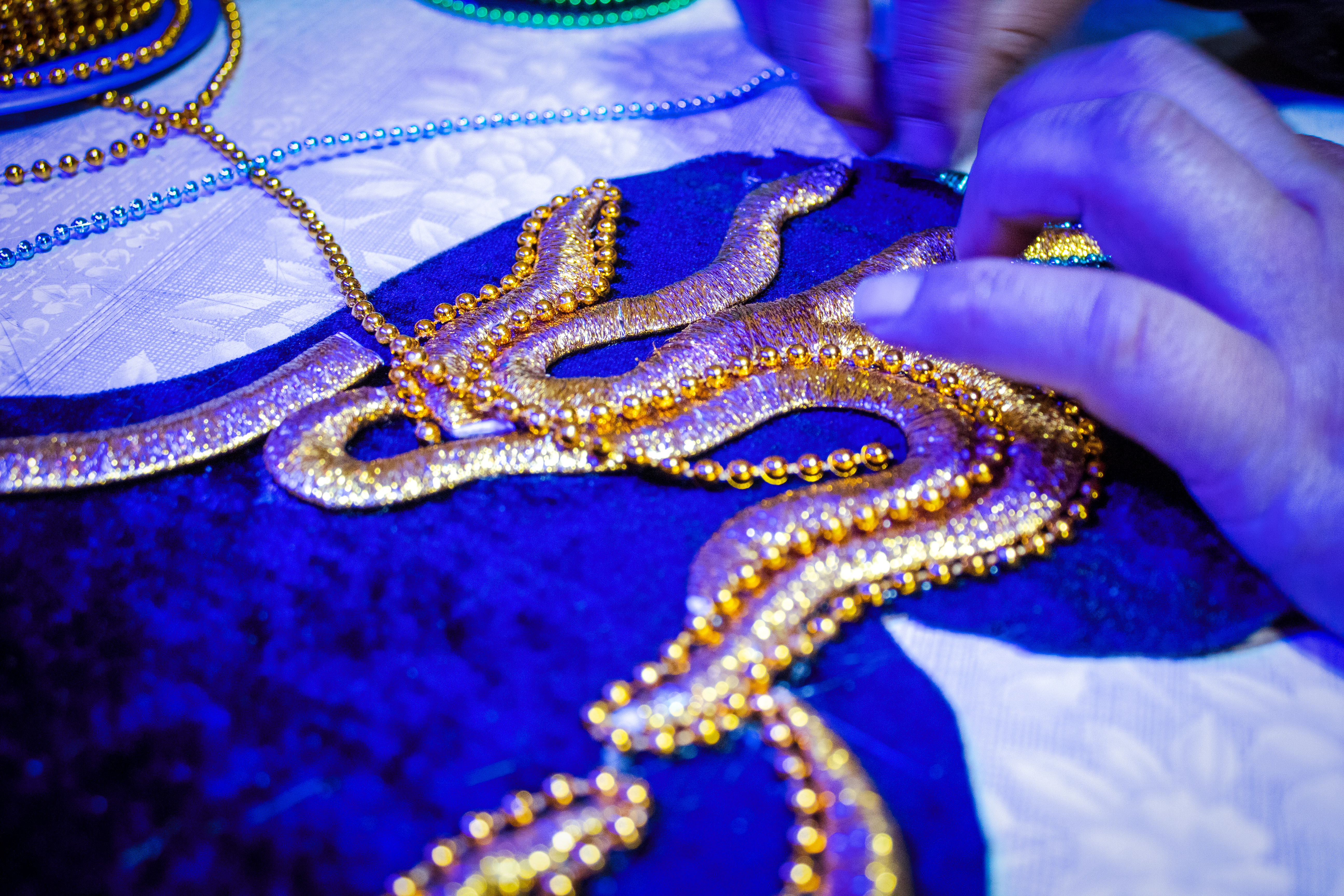